# جورج زامفير
جورج زامفير (بالرومانية: Gheorghe Zamfir)‏ أو جورجي زامفير) (بالرومانية: Gheorghe Zamfir) (مواليد 6 أبريل 1941). موسيقي روماني شهير بعزفه على آلة البان فلوت. حائز على 120 اسطوانة ذهبية وبلاتينية في الموسيقى. بيع من ألبوماته أكثر من 40 مليون نسخة. ويعرف بلقب «زامفير..ملك الفلوت».
اشتهر زامفير بعزفه على آلة مطورة من آلات الموسيقى الشعبية الرومانية وهي «ناي»، مكون من 20 وحتى 30 أنبوباً لتوسيع مجالها، كما يمكن الحصول على 9 نغمات مختلفة من كل أنبوب في حال تغيير موضع الشفتين.

## المهنة
اشتهر زامفير حين «تم اكتشافه» من قبل عازف الأرغن والمنتج وخبير الموسيقى الإثنية السويسري مارسيل سيلير، والذي قام بأبحاث واسعة حول الموسيقى الفلكلورية الرومانية في الستينيات.
تم تقديم زامفير من خلال الإعلانات التليفزيونية حيث عرف باسم «زامفير..ملك الفلوت»، حيث أعاد تقديم الفلوت القديم إلى الجمهور المعاصر، وأعاد إحياءه من جديد. وفي الولايات المتحدة تم بث إعلاناته بشكل واسع عبر شبكة سي إن إن في فترة الثمانينيات.

## أعماله الفنية
من أشهر مساهماته موسيقى الفيلم الأسترالي Picnic at Hanging Rock في 1975، كما قدم موسيقاه في عدد من أفلام هوليوود، كما طلب منه الموسيقار الإيطالي الشهير إنيو موريكوني ليؤدي مقطعين في الموسيقى التصويرية الخاصة بفيلم حدث ذات مرة في أمريكا Once Upon a Time in America الذي صدر في العام 1984، إضافة لفيلم فتى الكاراتيه The Karate Kid، وأغنيته الشهيرة «الراعي الوحيد» The Lonely Shepherd والتي كتبها الموسيقي الألماني جيمس لاست وسجلت من خلال «أوركسترا جيمس لاست»، كما تم بثها في فيلم كيل بيل 1 من إخراج المخرج والممثل الأمريكي كوينتن تارانتينو.

## حياته الشخصية
ولد زامفير في 6 أبريل 1941 في بلدة غيستي "Găeşti" شمال غرب العاصمة الرومانية بوخارست. في صغره اهتم بالأوكورديون وعزفه. وفي سن الرابعة عشرة بدأ اهتمامه بموسيقى بان فلوت، وأتم دراسته بأكاديمية الموسيقى في بوخارست. كما درس في جامعة الموسيقى القومية في بوخارست في 1968، حيث كان أستاذه فانيسا لوكا والذي اعتبر أول من نشر شعبية موسيقى البان فلوت خارج رومانيا.
لديه ابن واحد في العشرينيات من العمر ويقيم حالياً في مونتريال، بكندا حيث يدرس الموسيقى.

## صور لحفلة بولندا 2008

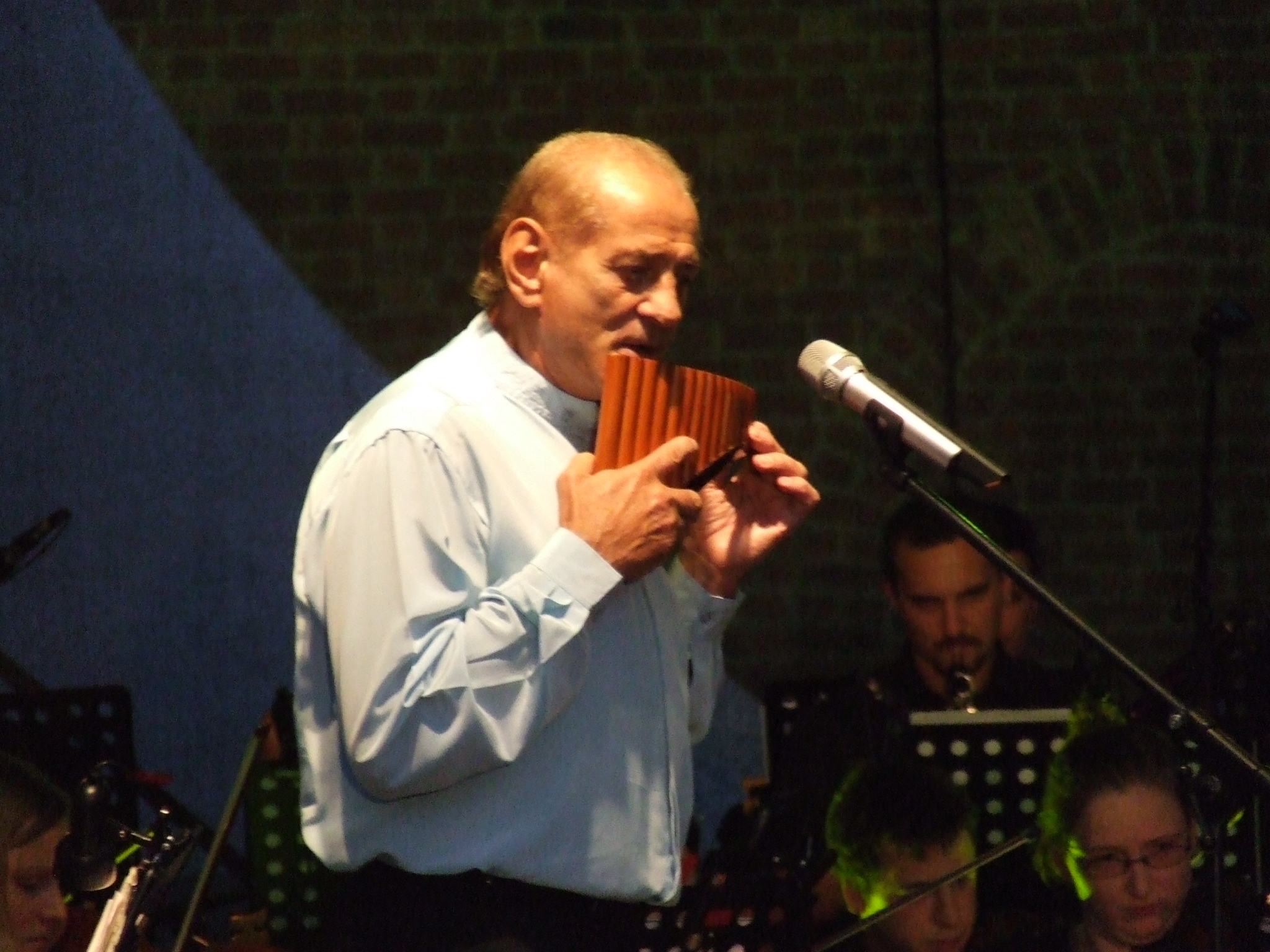
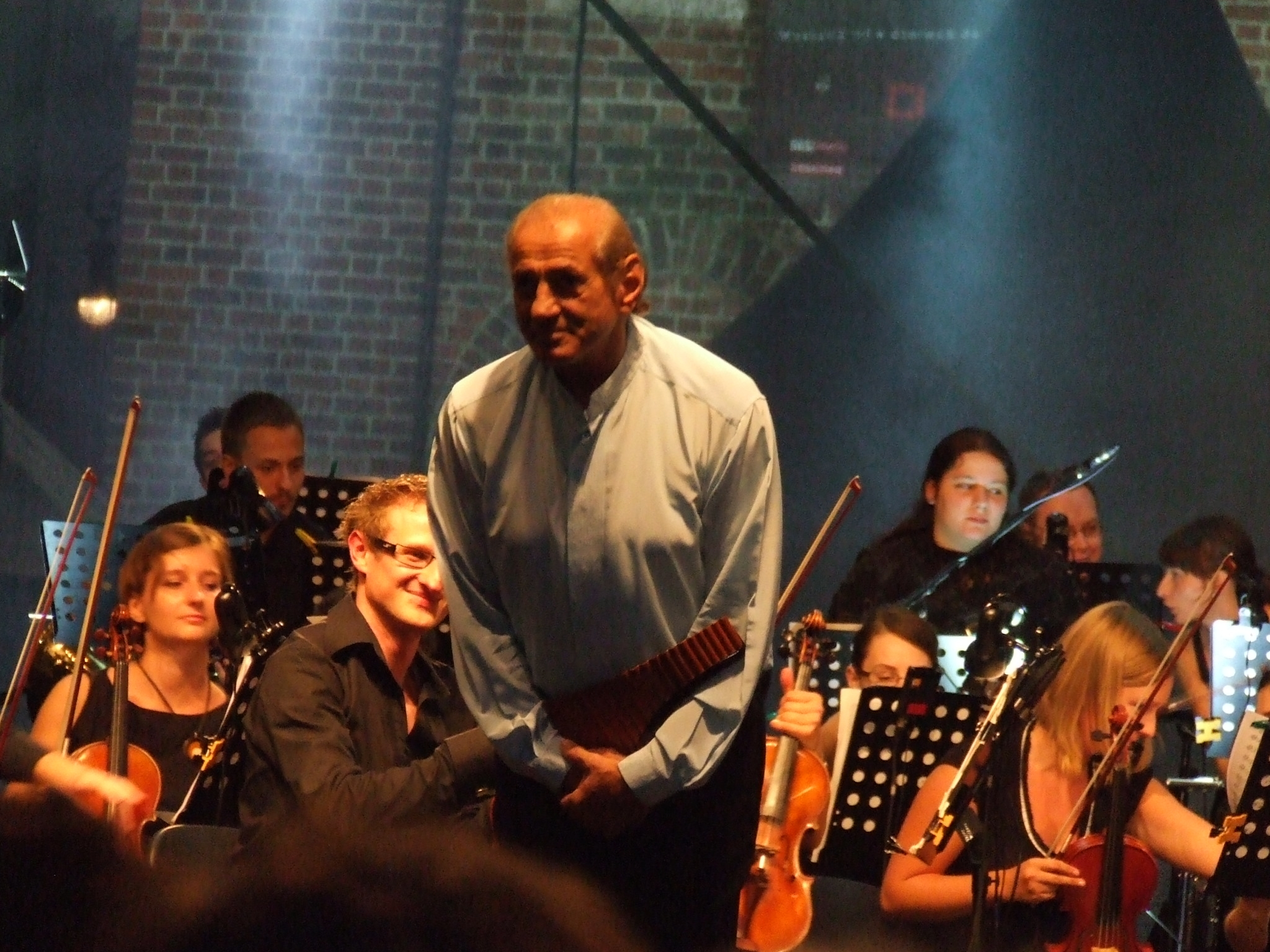
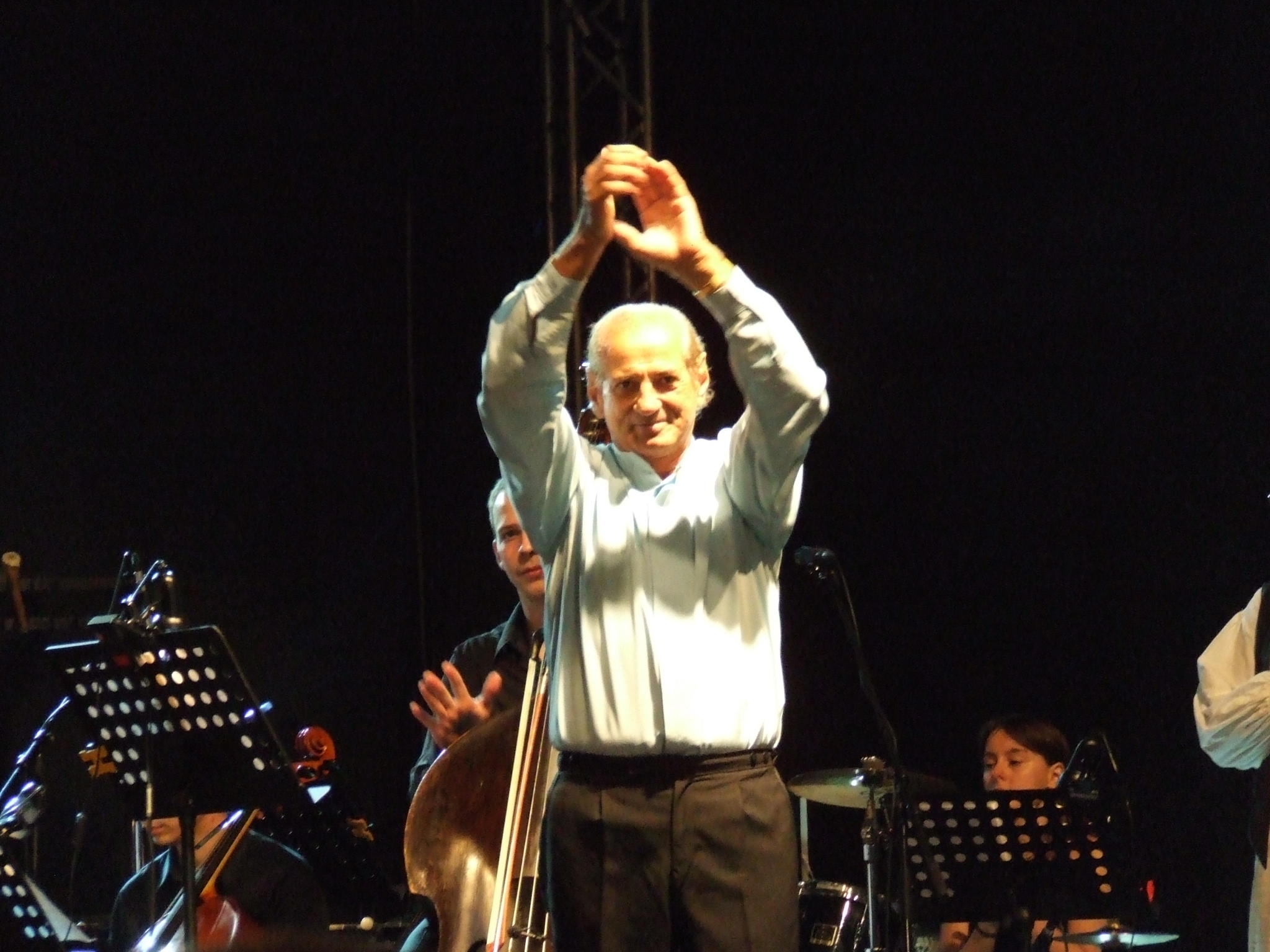
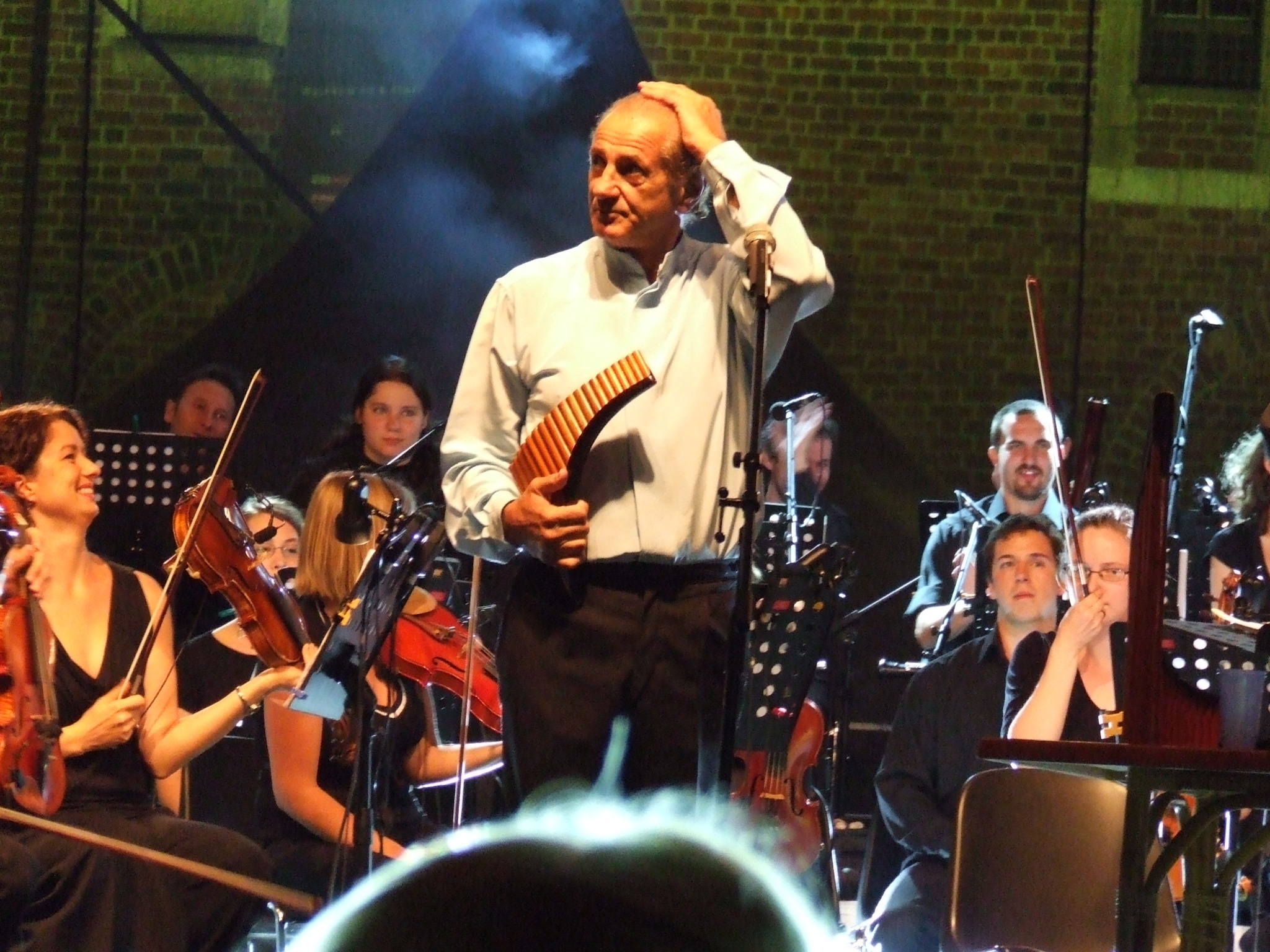

## وصلات خارجية
- زامفير على موقع allmusic.com
- جورج زامفير على موقع IMDb (الإنجليزية)
- جورج زامفير على موقع مونزينجر (الألمانية)
- جورج زامفير على موقع ميوزك برينز (الإنجليزية)
- جورج زامفير على موقع أول موفي (الإنجليزية)
- جورج زامفير على موقع قاعدة بيانات الأفلام السويدية (السويدية)
- جورج زامفير على موقع إن إن دي بي (الإنجليزية)
- جورج زامفير على موقع أول ميوزيك (الإنجليزية)
- جورج زامفير على موقع ديسكوغز (الإنجليزية)
- جورج زامفير على موقع قاعدة بيانات الفيلم (الإنجليزية)
- جورج زامفير على موقع كينوبويسك (الروسية)